# بیل مک کینی (بازیکن فوتبال)
بیل مک کینی (انگلیسی: Bill McKinney؛ زادهٔ ۲۰ ژوئیهٔ ۱۹۳۶) بازیکن فوتبال است.
از باشگاه‌هایی که در آن بازی کرده‌است می‌توان به باشگاه فوتبال منزفیلد تاون اشاره کرد.